# غادة شعاع
غادة شعاع (ولدت 1972 م) عدَّاءة ولاعبة ألعاب قوى سوريَّة ولاعبة كرة سلة، وبطلة عالمية فازت بالعديد من البطولات في ألعاب القوى، أهمها الميدالية الذهبية الأولمبية في دورة الألعاب الأولمبية في أتلانتا في الولايات المتحدة عام 1996. لتكون بذلك الفائزة الوحيدة بالميدالية الذهبية الأولمبية في تاريخ سورية. واحتلَّت المرتبة الأولى في بطولة العالم في السُّباعي في عامين متتاليين، ولقِّبت بالغزالة السَّمراء السوريَّة. وهي من أهم الرياضيين العرب في ألعاب القوى إلى جانب نوال المتوكل، وحسيبة بولمرقة.

## ولادتها ونشأتها
ولدت غادة شعاع في بلدة محردة في محافظة حماة، بتاريخ 10 سبتمبر 1972م. ترعرت في كنف أسرة مسيحية صغيرة أظهرت موهبة فطرية في ممارستها لكرة السلة في مدرستها وفي النادي الذي يحمل اسم بلدتها (محردة)، ونظراً لموهبتها وقوتها البدنية دفعها مدرس الرياضة للمشاركة خارج منطقتها ثم في بطولة سوريا لسباق الضاحية للمدارس الابتدائية فانتزعت المركز الأول بسهولة وكانت في الثانية عشرة من عمرها.
استمرَّت غادة في ممارسة ألعاب القوى وتحديدًا سباقات الضاحية حتى عام 1989، قبل أن تتحول إلى ممارسة كرة السلة إضافة إلى ألعاب القوى وأضحت في مدة وجيزة أبرزَ لاعبات المنتخب السوري لكرة السلة، واستعان بها ناديا الثورة الدمشقي ونادي الجلاء الحلبي في مشاركاتهما الخارجية. بعد مشاركتها مع منتخب بلادها في دورة الألعاب العربية السابعة 1992 في دمشق اتجهت غادة شعاع إلى رياضة فردية.

## ميدالياتها وبطولاتها
- بطولة سوريا عام 1991.
- المركز الثاني والميدالية الفضية في بطولة آسيا لألعاب القوى 1991 في ماليزيا.
- فضية المسابقة السباعية في ألعاب البحر الأبيض المتوسط 1993 في فرنسا.
- الميدالية الذهبية في البطولة الآسيوية في هيروشيما ب اليابان 1994.
- الميدالية البرونزية في بطولة ألعاب القوى بمدينة سان بطرسبرج في روسيا عام1994.
- الميدالية الذهبية في بطولة العالم لألعاب القوى في السويد 1995.
- الميدالية الذهبية الأولمبية في دورة الألعاب الأولمبية في أتلانتا في الولايات المتحدة في عام 1996.
- الميدالية الفضية في الموسم التالي، بسبب تعرضها لإصابة بالغة أبعدتها عن الساحة الرياضية عام 1999.
- الميدالية الذهبية في الوثب العالي دورة الألعاب العربية التاسعة 1999 في الأردن.
- الميدالية الذهبية في رمي الرمح دورة الألعاب العربية التاسعة 1999 في الأردن.
- الميدالية البرونزية لألعاب القوى في بطولة العالم لألعاب القوى 1999 إشبيلية إسبانيا.

## لاعبة القرن فيسوريا
لُقِّبت غادة شعاع بأنها شعاع من ذهب، وقال سميح مدلل رئيس الاتحاد الرياضي العام في سورية: إن اختيار غادة رياضية القرن في سوريا جاء نتيجة طبيعية ومنطقية للإنجازات الرياضية غير المسبوقة التي حققتها لسورية، في ميادين أم الألعاب عربيًّا وقاريًّا ودَوليًّا، التي قفزت بالرياضة السورية إلى العالمية.
ولكن غادة شعاع تقول: إن المعاملة التي تلقتها بعد فوزها في بلدها لم تكن بمقدار إنجازها، مشيرة إلى أن هذا الأمر يظلُّ رادعًا محبطًا للرياضيات العربيات.

## أرقام وإنجازات
- أول إنجازاتها المحلية الفوز ببطولة سورية عام 1991، وقد سجلت رقمًا سوريًّا جديدًا قدره 4493 نقطة.
- أول إنجازاتها الدَّولية احتلت مركزًا متقدِّمًا في بطولة العالم لألعاب القوى في طوكيو عام 1991 مسجلة 5066 نقطة.
- في بطولة آسيا بماليزيا عام 1991، حسَّنت رقمها وحلَّت في المركز الثاني عالميًّا مسجلة 5425 نقطة.
- في دورة الألعاب العربية السابعة عام 1992 بدمشق، احتلَّت المركز الأول مسجلة 5528 نقطة. وأحرزت لسورية في الدورة ذاتها ذهبيتَي الوثب الطويل، ورمي الرمح، وفضيتَي الوثب العالي، وسباق التتابع 4 مرَّات 100 متر.
- في دورة ألعاب البحر المتوسط الثانية عشرة في كاب داغد بفرنسا عام 1993، دخلت العالمية بجدارة حين قفزت برقمها مسجلة 6168 نقطة، ونالت الميدالية الفضية.
- في دورة النوايا الحسنة بمدينة سان بطرسبرغ الروسية عام 1994، سطرت اسمها في سجلِّ العالمية مسجلة 6361 نقطة، ونالت الميدالية البرونزية.
- في دورة الألعاب الآسيوية 1994 في هيروشيما باليابان، سجلت 6260 نقطة، وأحرزت الميدالية الذهبية.

### بطلة العالم والأولمبياد
- كانت بطولة غوتسيش النمساوي الدَّولية عام 1995 تمهيدًا للفوز في البطولة العالمية، منتزعةً المركز الأول بعد أن أبعدت كبريات بطلات العالم، مسجلة 6760 نقطة، وهو أفضل رقم عالمي سُجل في ذلك العام في المسابقة السُّباعية الدَّولية.
- في بطولة العالم لألعاب القوى بمدينة غوتنبرغ السويدية عام 1995، توجَّهَت الأنظار نحوها، وهناك انتزعت اللقب العالمي لها ولسورية مسجلة 6651 نقطة، بعد أن قهرت عملاقات العالم أبرزهنَّ الأمريكية جاكي جوينر كيرسي، والألمانيتين سابين براون، وهايكه دريشلر. وحققت فوزًا كبيرًا للرياضة السورية، وتُوِّجت بطلةَ العالم بألعاب القوى.
- في لقاء غوتسيش النمساوي في 26 مايو 1996، سجلت رقمًا شخصيًّا مقداره 6942 نقطة، وهو أفضل رقم عالمي سُجل وقتئذ منذ خمس سنوات.
- في الألعاب الأولمبية الصيفية 1996 في أتلانتا، حققت الميدالية الذهبية، لتكون أولَ ميدالية أولمبية ذهبية في تاريخ سورية، بعدما سجلت 6780 نقطة، بفارق كبير عن وصيفتها البيلاروسية ناتاشا سازانوفيتش التي سجلت 6563 نقطة، والبريطانية دينيز لويس التي سجلت 6489 نقطة.
- كانت ذهبية غادة شعاع هي الميدالية الأولمبية الثانية لسورية، بعد فضية المصارع السوري جوزيف عطية في الألعاب الأولمبية الصيفية 1984 في لوس أنجلوس التي حقق فيها ثانيَ بطولة العالم بالمصارعة.

### الإصابة والابتعاد
تعرَّضت غادة لإصابة قاسية في ظهرها في تدريبها الاعتيادي بدمشق، وأوفدت إلى ألمانيا في رحلة علاج طويلة أبعدَتها عن ميادين ألعاب القوى، استمرَّت أكثر من عامين. ونجحت رحلة العلاج، واستردَّت غادة عافيتها وعاودت تدريباتها تدريجيًّا على يد مدرِّبها الجديد الألماني اكسل شاربر، قبل نحو 6 أشهر من انطلاق منافسات دورة الألعاب العربية التاسعة 1999 في الأردن، التي أحرزت فيها ذهبيتَي رمي الرمح، والوثب العالي، وفضيتي كرة الحديد، والوثب الطويل. لكنَّها لم تشارك في المسابقة السُّباعية لضعف المنافسات في هذه الدورة من جهة، ولرغبتها في جمع أكبر عدد من الميداليات لبلدها.
وكانت مشاركتها في الدورة العربية أشبهَ باستعداد أخير قبل بطولة العالم لألعاب القوى 1999 التي أقيمت في مدينة إشبيلية الإسبانية، ونجحت على الرغم من ابتعادها الطويل عن المنافسات الدَّولية، في الحصول على الميدالية البرونزية، مسجلة 6500 نقطة خلف الفرنسية اونيس باربر التي سجلت 6861 نقطة، والبريطانية دينيز لويس التي سجلت 6724 نقطة.

## التشهير بها ومحاكمتها
في صيف عام 2000 شاركت غادة شعاع في دورة الألعاب الصيفية في سيدني، ولكن الإصابة عادت إليها وأبعدتها عن السباق، فاضطُرَّت إلى مواصلة علاجها في ألمانيا، لكن المسؤولين الرياضيين في سورية أطلقوا تجاهها حملة تشهير، واتهموها بتزوير إصاباتها هربًا من خدمة بلدها! ووافقت اللجنة الأولمبية السورية، والاتحاد الرياضي العام، والاتحاد السوري لألعاب القوى على قطع تمويلها المالي. ولم يكن لديها القدرة هي ومدرِّبها الألماني على الاستمرار في العلاج والإعداد للبطولات القادمة دون راعٍ حكومي.
اعترضت شعاع على قرار قطع تمويلها، وقرَّرت عدم تمثيل سورية في المستقبل، ممَّا دفع السُّلطات السورية إلى تشويه سمعتها الرياضية ضاربةً عُرض الحائط بإنجازاتها وما حققته لبلدها! وأحيلت على المحكمة عام 2004، وجُرِّدت من جميع حقوقها المالية. واضطرَّت إلى دفع مبلغ الكفالة الكبير لتبقى خارج السجن، وهربت من بلدها وهي تشعر بخيبة الأمل بعد أن خذلها المسؤولون وأهانوا كرامتها. وأعلنت اعتزالها في العام نفسه 2004، ورفضَها أن تكرَّم في بلدها بعد موتها.
وعلَّقت شعاع على ما جرى لها من محنة شديدة بقولها: "لست مجرمة، بل هم يستحقُّون العقاب والسَّجن بسبب فسادهم". كنتُ مرهقة جدًّا ذهنيًّا، فلم يكن من السهل التعامل مع الضغط الشديد من الحكومة السورية. صرت أتلقَّى تهديدات باستمرار عبر الهاتف، لم تكن حياتي سهلة ولا آمنة. وتعتقد شعاع أن المعاملة التي تلقتها ستمنع لاعبات أُخرَيات من التنافس في بلدها، لأن المسؤولين لا يعرفون مدى أهمية تنافس الرياضيين دَوليًا والشعور بروح الرياضة. وهي ترى أن الحرب في سورية أجبرت الكثير من الرياضيين على الفرار، أملًا في حياة أفضل. لكنَّ 90٪ من الوزارات الحكومية لا تزال في السُّلطة ولا تفي بوعودها بمستقبل أفضل.
اتجهت شعاع للعمل محللًا أولمبيًّا في القنوات الفضائية العربية، لكنهم دفعوا لها أقلَّ بكثير من نظرائها من الذكور. فقرَّرت عدم العمل في هذا المجال، ورفضت عرضًا لتحليل السباقات في أولمبياد طوكيو 2020. وصرَّحت بأن هذا تمييز لا تقبله، وأن الرجال مهيمنون على القنوات الفضائية العربية في التعليق والتحليل. وأنها تُعَدُّ خبيرة في مجالها، وحققت فيه إنجازات كبيرة في مسيرتها الرياضية، وكان بإمكانها أن تقدِّم للجمهور العربي رؤى جيدة عن الرياضة النسائية، لكنَّ المسؤولين لا يحبُّون الشخصيات القوية أو سماع الحقيقة.

## موقفها من الثورة السورية
على الرغم مما تعرَّضت له من ظلم في بلدها اضطرَّها إلى مغادرته، انحازت بعد وقوع الثورة السورية عام 2011 إلى النظام السوري الحاكم؛ لأنها كما ذكرت تميِّز بين القيادة الرياضية الفاسدة، والقيادة السياسية التي يمثلها بشار الأسد، على حدِّ تعبيرها. وعادت إلى بلدها بعد طول غياب في ألمانيا، وظهرت في صور ومقاطعَ مرئية تحيِّي قوَّات النظام، مؤكدة أن دعمها لم يتوقف للجيش السوري وللرئيس الأسد، وعبَّرت عن ذلك بعدَّة زيارات ميدانية لمواقع عسكرية، وبتصريحات لها في عدَّة لقاءات تلفازية.
وفي شهر ديسمبر 2021 أعلن الاتحادُ السعودي لألعاب القوى، تعاقده مع البطلة السورية الأولمبية غادة شعاع، لتكون مستشارةً فنية ومدرِّبة لرياضة السيدات في المملكة. ونقلت صحيفة عكاظ بيان الاتحاد السعودي الذي جاء فيه تعيينُ البطلة السورية في السعودية، بهدف الاستفادة من خبراتها، بجانب السعي لنشر الرياضات النسائية بين الفتيات. ونشرت الصحيفة مقطعًا مصوَّرًا لمراسم توقيع البطلة العالمية مع حبيب الربعان رئيس الاتحاد السعودي لألعاب القوى، الذي أشار إلى أن عمل شعاع في الاتحاد لن يقتصرَ على تدريب النساء فقط، إنما ستعمل على إعداد برامجَ تدريبية للاعبي القوى السعوديين أيضًا.
وبمجرَّد إعلان الاتحاد السعودي لألعاب القوى توقيع عقد العمل مع شعاع أُثير الجدل بشأن الشخصية التي وقعَ الاختيارُ عليها، وانهالت الانتقادات على هذا القرار نظرًا لمواقف شعاع المؤيِّدة لنظام الرئيس بشار الأسد. وانتقدت مواقعُ معارضة سورية تولِّي شعاع لهذا "المنصب المرموق" في السعودية، حسبما وصفه تلفزيون سوريا المعارض، قائلًا عنها: "شبَّحَت للأسد وجيشه". وغرَّد الصحفي السوري المعارض قتيبة ياسين، على منصَّة تويتر (X)، قائلًا: "غادة شعاع دعمت قتلَ ملايين السوريين وتهجيرهم والتقطت الصور مع نابش قبورهم الشهير بـ (الأعور)، وانتخبت بشار الأسد بالدم.. اليوم تتعاقد مع السعودية كمستشارة ومدرِّبة ألعاب قوى للاستفادة من خبراتها. الحقيقة خبراتها لا تخفى على أحد. الله يهنيكم فيها.. كافئوها فهي طائفية تتمنَّى زوالكم والله". ولم يعلِّق الاتحاد السعودي على هذه الانتقادات التي واجهته في مقابل ترحيب من مغرِّدين سعوديين.
وفي شهر نوفمبر 2022 أعلنت اللجنة الأولمبية السورية التابعة للنظام تعيين غادة شعاع مستشارةً رياضية لها، وأضافت أن شعاع ستعمل بموجب العقد الموقَّع على تشكيل لجان تخصُّصية مهمَّتها الكشف عن المواهب بمختلِف الألعاب وصقلها، ضمن برامج تدريبية علمية، بالتنسيق مع اتحادات الألعاب المعنية. وقال رئيسُ اللجنة الأولمبية السورية فراس معلا إن وجود غادة شعاع إضافة مهمَّة للنهوض بالرياضة السورية أداء ونتيجة.

## روابط خارجية
- غادة شعاع على موقع الاتحاد الدولي لألعاب القوى (الإنجليزية)
- غادة شعاع على موقع اللجنة الأولمبية الدولية (الإنجليزية)
- غادة شعاع على موقع أوليمبيديا (الإنجليزية)
- الوطن